# Awafukia nawae
Awafukia nawae är en insektsart som först beskrevs av Matsumura 1904.  Awafukia nawae ingår i släktet Awafukia och familjen spottstritar. Inga underarter finns listade i Catalogue of Life.